# Distretto di Mzimba
Il distretto di Mzimba (Mzimba District) è uno dei ventotto distretti del Malawi, e uno dei sei distretti appartenenti alla Regione Settentrionale. Copre un'area di 10430 km ed ha una popolazione complessiva di 682 133 abitanti (65 ab./km²). Il capoluogo del distretto è Mzimba (ab. 13.742), mentre il centro maggiore è Mzuzu (ab. 221.272), terza città malawiana per popolazione nonché capoluogo della Regione Settentrionale.